# Giuseppe Lotario
Giuseppe Lotario (Assoro, 1948) is een Italiaans componist, muziekpedagoog, dirigent en klarinettist.

## Levensloop
Lotario kreeg al vroeg klarinetles van Alfonso Salerno in de muziekschool van de plaatselijke banda. Spoedig werd hij klarinettist in de Banda di Associazione Musicale "Antonio Pacini" Città di Assoro en maakte vervolgens deel uit van diverse banda's en blaasensembles in Sicilië. In 1968 en 1969 werd hij eveneens klarinettist en later ook tenorsaxofonist in de militaire "Banda dell’Esercito" ,toen onder leiding van Amleto Lacerenza. Hij studeerde vervolgens aan het Conservatorio di Musica "Vincenzo Bellini" di Palermo in Palermo bij Antonino Piccione (muziektheorie), solfège en pianobegeleiding), bij Eliodoro Sollima (compositie) en behaalde zijn diploma in 1979 en bij A. Belfiore (HaFa-instrumentatie) met het diploma in 1981. 
Van 1969 tot 1984 was hij dirigent van Banda di Associazione Musicale "Antonio Pacini" Città di Assoro en behaalde met deze vereniging indrukwekkende resultaten tijdens concoursen en wedstrijden. In oktober 1984 werd hij directeur van de muziekschool en dirigent van de Complesso Bandistico Municipale di Mistretta en bleef in deze functie tot december 1988. In januari 1989 werd hij dirigent van de Banda Municipale di Enna en docent aan de muziekschool F. P. Neglia in dezelfde stad. In de functie als muziekleraar aan de laatstgenoemde muziekschool bleef hij tot zijn pensionering. 
Van 1982 tot 1984 was hij docent en muziekleraar, zowel op middelbare scholen als aan het Istituto Magistrale. 
Als componist schreef hij vooral werken voor harmonieorkest. Met verschillende van zijn werken won hij prijzen zoals van 1997 tot 1999 de 1e prijzen tijdens de Concorso nazionale di composizione per banda "Città di Lettomanoppello" en in 2004 de 1e prijs tijdens de 4° Concorso nazionale di composizione originale per banda "Pellegrino Caso" di Vietri sul Mare. 

## Composities

### Werken voor banda (harmonieorkest)
- 1997 La Pugliese, marcia sinfonica - won de 1e prijs tijdens de 12° Concorso nazionale di composizione per banda "Città di Lettomanoppello" in 1997
- 1998 L’Abruzzese, marcia sinfonica - won de 1e prijs tijdens de 13° Concorso nazionale di composizione per banda "Città di Lettomanoppello" in 1998
- 1999 Agnese, mars
- 1999 Amastratina, marcia sinfonica
- 1999 Aurelia, mars
- 1999 Brigantina, mars
- 1999 Elena, mars
- 1999 Ennesina, mars
- 1999 Francella, mars
- 1999 Giuseppina, mars
- 1999 Il sabato del villaggio - dall'omonima poesia di G. Leopardi, symfonisch gedicht
- 1999 Improvvisando
- 1999 La Calabrese, marcia sinfonica
- 1999 La Laziale, marcia sinfonica - won een prijs tijdens de 14° Concorso nazionale di composizione per banda "Città di Lettomanoppello" in 1999
- 1999 La Molisana, marcia sinfonica
- 1999 La Siciliana, marcia sinfonica
- 1999 La stella, , mars
- 1999 Laura, mars
- 1999 Manuelita, mars
- 1999 Nebrodiana, marcia sinfonica
- 1999 Spagnesina, mars
- 1999 Vita bandistica, marcia sinfonica
- 2000 Assoriana, marcia sinfonica
- 2000 Castrogiovanniana, marcia sinfonica
- 2000 Festa in paese, marcia sinfonica
- 2000 Popcorn, mars
- 2000 Triestina, mars
- 2001 Fiesta, paso doble
- 2001 La Campania, marcia sinfonica
- 2001 Libertina, mars
- 2001 La luna - Dall'omonima descrizione di Grazia Deledda, symfonisch gedicht - opgedragen aan de Società operaia di mutuo soccorso «G. Belintende» di Assoro
- 2001 Mistretta, mars
- 2001 Natalina, mars
- 2001 OK, mars
- 2001 Ora mesta, treurmars
- 2001 Preludfuga
- 2001 Rapsodia natalizia
- 2001 Spensiarata
- 2001 Triste addio, treurmars
- 2002 Bluesando
- 2002 Flash, mars
- 2002 Girandola, mars
- 2002 In processione, processiemars
- 2002 Joke, mars
- 2002 L'indesidarata, mars
- 2002 Marea, marcia sinfonica
- 2002 Pole Position, mars
- 2002 Primavera, mars
- 2002 Ricordi montani, mars
- 2002 Serena, mars
- 2003 Esordiente, mars
- 2003 Estrosa, marcia sinfonica
- 2003 Fenicia moncada, mars
- 2003 Impressioni fantastiche, suite
  1. Largo
  2. Andante
  3. Allegro
  4. Vivace
- 2003 Lo Zolfataio, symfonisch gedicht
- 2003 Passi di danza, suite
- 2003 Piangendo, treurmars
- 2003 Shopping, mars
- 2003 Sprint, mars
- 2004 I volontari della Croce Rossa, hymne voor gemengd koor en harmonieorkest
- 2004 L'usignolo, concert voor dwarsfluit en harmonieorkest
  1. Allegro
  2. Adagio - attaca
  3. Allegro
- 2004 Play, mars
- 2004 Sculture Sonore, fantasie - won de 1e prijs tijdens de 4° Concorso nazionale di composizione originale per banda "Pellegrino Caso" di Vietri sul Mare in 2004
- 2004 Ylenia, mars
- 2012 Elide, mars
- Alice, mars
- Alpines' March
- Assorosuite, 4 populaire stukken
  1. Brano Natalizio
  2. Brano ispirato all'antica trebbiatura
  3. Brano ispirato all'antica mietitura del grano
  4. Brano ispirato al gioco dell'albero della cuccagna
- Boys, lichte stukken voor variabel harmonieorkest/jeugdorkest
- Buffalo Bill, lichte stukken voor variabel harmonieorkest/jeugdorkest
- Calascibetta, mars
- Capriccio in F majeur, voor klarinet en harmonieorkest
  1. Andante
  2. Adagio
  3. Allegro
- Carillon, voor glockenspiel en harmonieorkest
- Centro, mars
- Centuria, beschrijvende fantasie over het oude Rome voor harmonieorkest
- Collesan Suite, 4 dansen voor harmonieorkest
  1. Saltarello
  2. Gagliarda
  3. Allemanda
  4. Tambourin
- Colorado, concertstuk
- Divertimento, voor tuba en harmonieorkest
- Dialogo, voor altsaxofoon, trompet en harmonieorkest
- Dream - ricordando Liszt
- Edith, scherzo sinfonico[1]
- Electrical[2]
- Euro sport, hymne - won de 3e prijs tijdens het Concorso indetto dalla Facoltà di Scienze Motorie dell’Università degli studi di Urbino "Carlo Bo" in 2004
- Eurostar, concertstuk
- For you, voor trompet en harmonieorkest[3]
- Giada, mars
- Goal, mars
- Holiday
- Incanto, hymne
- Ines, mars
- Inni e canti, hymne voor zangstem (of samenzang/gemengd koor) en harmonieorkest
- Irene, mars
- Juggler, concertstuk
- Lilly, mars
- Lively, mars
- Lorena, mars
- L'Uccellino azzurro (De blauwe vogel), voor spreker en harmonieorkest - tekst: Maurice Maeterlinck "De blauwe vogel" - Italiaanse vertaling: Francesca Colajanni
- Majesty, concertstuk
- Marlene, mars
- Microstar, concertstuk
- Miriam, mars
- Morte di un eroe, treurmars
- Noi vogliam dio, hymne voor zangstem (of samenzang/gemengd koor) en harmonieorkest
- Piagendo, treurmars
- Pietà, treurmars
- Prillar, mars
- San Lorenzo, hymne
- Scenery, fantasie
- Solare, mars
- Stadium, mars
- Variazioni per tromba - dal Carnevale di Venzia, voor trompet en harmonieorkest

### Kamermuziek
- Note in Allegria, voor koperkwintet